# Gerrit Nauber
Gerrit Nauber (* 13. April 1992 in Georgsmarienhütte) ist ein deutscher Fußballspieler. Er wurde überwiegend in der Jugend des Bayer 04 Leverkusen ausgebildet, und schaffte so den Sprung bis in die 2. Fußball-Bundesliga. Seit 2021 steht er bei Go Ahead Eagles Deventer unter Vertrag.

## Karriere

### Verein
Nauber ist in Georgsmarienhütte geboren, aber in Bad Iburg aufgewachsen und zur Schule gegangen. Dort begann er beim TuS Glane das Fußballspielen. Weiterhin spielte er ein Jahr in der Jugendabteilung von Viktoria 08 Georgsmarienhütte, bevor er sich dem VfL Osnabrück anschloss. Im Sommer 2011 wechselte er aus der U-19 in die 2. Mannschaft von Bayer 04 Leverkusen. In seiner ersten Spielzeit absolvierte Nauber alle 36 Ligaspiele der Saison.
Am 1. Juli 2012 wechselte Nauber innerhalb der Regionalliga West von Leverkusen zu den Sportfreunden Lotte. Gleich in dieser Spielzeit 2012/13 wurde er mit Lotte Meister in der Regionalliga West, scheiterte aber in der Aufstiegsrunde zur 3. Liga an RB Leipzig. In der darauffolgenden Saison 2013/14 wurde er mit Lotte Vizemeister und 2015 gewann er mit den Sportfreunden erstmals den Westfalenpokal. 
Nach der erneuten Meisterschaft in der Spielzeit 2015/16 gelang nach einem 2:0-Erfolg im Rückspiel gegen den SV Waldhof Mannheim der Aufstieg in die 3. Liga. Sein Debüt in dieser Spielklasse gab Nauber am 31. Juli 2016, dem 1. Spieltag. Beim 3:0-Erfolg über Werder Bremen II erzielte er in der 85. Minute den letzten Treffer der Partie. Seit Februar 2015 war Nauber Kapitän der Mannschaft.
Im Sommer 2017 wechselte er zum zuvor in die 2. Bundesliga aufgestiegenen MSV Duisburg. Nach dem Abstieg des MSV in die 3. Liga wurde der Vertrag des Verteidigers im Frühjahr 2019 nicht mehr verlängert. Für den MSV stand der Verteidiger in zwei Jahren in 64 Zweitligapartien auf dem Platz.
Anfang Juli 2019 unterschrieb Nauber beim SV Sandhausen einen Zweijahresvertrag. Nach zwei Jahren in Sandhausen vollzog er einen Wechsel in die niederländische Eredivisie zu den Go Ahead Eagles Deventer. 2025 wurde er mit dem Team niederländischer Pokalsieger.

### Nationalmannschaft
Nauber absolvierte zwischen 2007 und 2009 Spiele für die U15- bis U18-Nationalmannschaften. 2009 gewann er mit der deutschen U17 die Europameisterschaft. Bei der darauffolgenden U17-WM war er auch wieder Teil des Kaders, hier schieden die DFB-Junioren bereits im Achtelfinale aus.

## Erfolge

### Sportfreunde Lotte
- Meister der Regionalliga West: 2013, 2016
- Westfalenpokalsieger: 2015
- Aufstieg in die 3. Liga: 2016

### Go Ahead Eagles Deventer
- Niederländischer Pokalsieger: 2025

### Nationalmannschaft
- U17-Europameister: 2009